# مزينة (اسم)
مزينة هو اسم علم مؤنث من أصل عربي، ومعناه هو الزبيل من الجلد البيت الصغير، والشبل، وفي اللسان أن الأسد يكنى أبا حفص ويسمى شبله حفصًا، وقد ينادون بناتهم حفصًا على التدليل.

## وصلات خارجية
- موسوعة السلطان قابوس لأسماء العرب